# Neos
Neos S.p.A. là một hãng hàng không Italia với trụ sở tại Somma Lombardo và căn cứ chính tại sân bay Milan-Malpensa.

## Lịch sử
Neos được thành lập vào tháng 6 năm 2001 như là một liên doanh giữa hai công ty du lịch, Alpitour Ý S.p.A. và Tập đoàn TUI của Đức. Các chuyến bay thu nhập đã được đưa ra vào ngày 8 tháng 3 năm 2002. Tuy nhiên vào tháng 1 năm 2004, TUI đã bán toàn bộ cổ phần cho Alpitour. Cho đến lúc đó, Neos là thành viên của TUI Airlines. Kể từ đó, hãng không còn liên kết với Tập đoàn TUI.

## Điểm đến
Neos khai thác các chuyến bay đến các điểm đến ở Nam Âu, Nga, châu Phi, Trung và Viễn Đông, Caribbe, Mexico và Brazil. Hãng có sẽ có chuyến bay giữa Milano với Phú Quốc từ 19/12/2017.

## Đội tàu bay

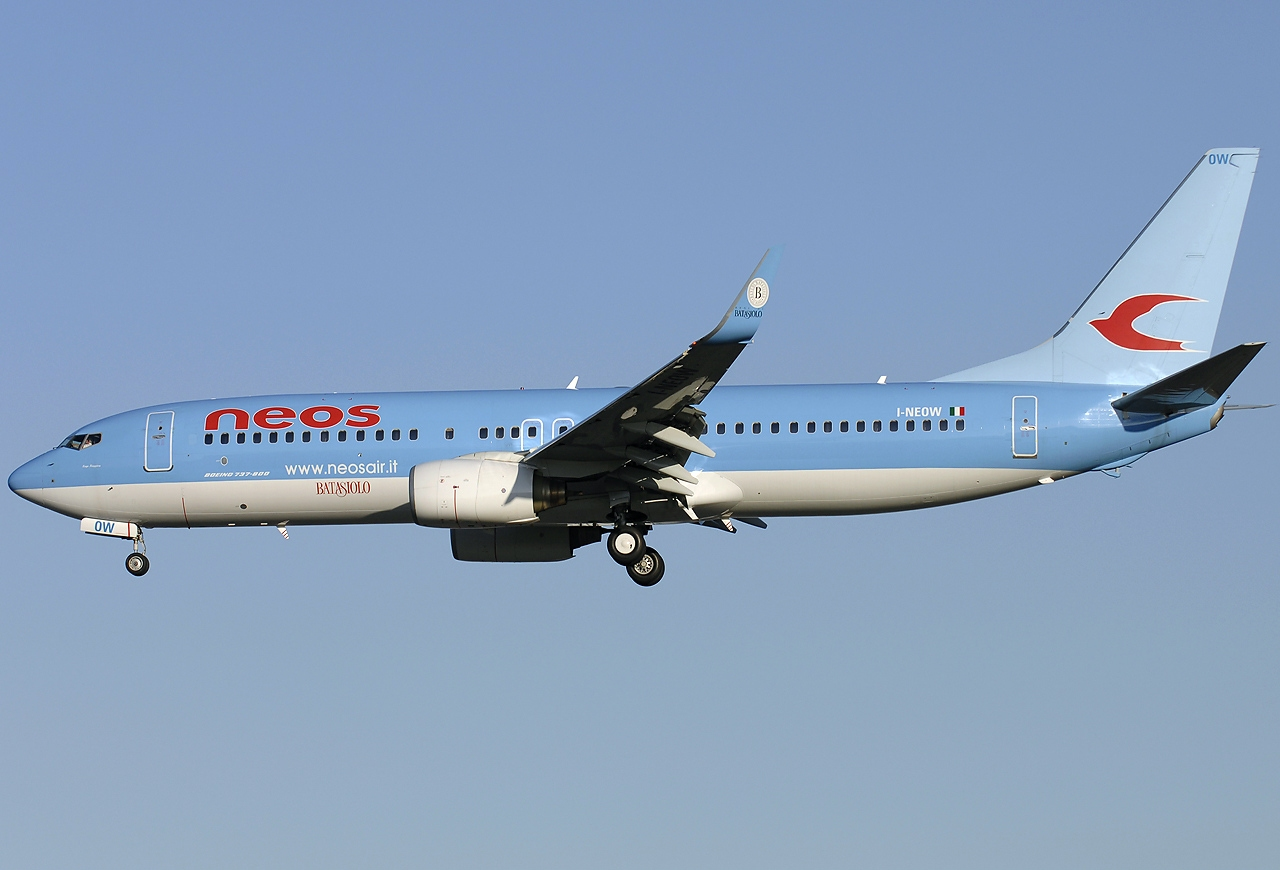
Boeing 737-800 của Neos

Đội tàu bay của hãng Neos bao gồm các loại máy bay sau (tính đến tháng 8 năm 2016):
| Tàu bay          | Đang hoạt động | Đặt hàng | Số khách | Số khách | Số khách | Ghi chú                                               |
| Tàu bay          | Đang hoạt động | Đặt hàng | C        | Y        | Total    | Ghi chú                                               |
| ---------------- | -------------- | -------- | -------- | -------- | -------- | ----------------------------------------------------- |
| Boeing 737-800   | 6              | —        | —        | 186      | 186      |                                                       |
| Boeing 737 MAX   | —              | 2        | TBA      | TBA      | TBA      |                                                       |
| Boeing 767-300ER | 2              | —        | 12       | 272      | 284      | Được thay bằng Boeing 787-9 từ năm 2018               |
| Boeing 767-300ER | 1              | —        | —        | 258      | 258      | Được thay bằng Boeing 787-9 từ năm 2018               |
| Boeing 787-9     | —              | 3        | 28       | 331      | 359      | Thuê từ AerCap và đưa vào vận hành từ ngày 25/12 2017 |
| Tổng             | 9              | 5        |          |          |          |                                                       |

## Sự cố
- Vào ngày 19 tháng 11 năm 2012, chuyến bay Neos 731 (một chiếc Boeing 767-300ER) chịu nhiễu động không khí nghiêm trọng trong chuyến bay từ Holguin đến Milano. 66 hành khách bị thương nhẹ.[13]